# Mont Whisler
El Mont Whisler (en anglès Mount Whisler) és una muntanya de la serralada British Empire, a la serralada Àrtica, que es troba a l'illa canadenca d'Ellesmere. Es troba uns 12 km al nord-oest del pic Barbeau, el punt culminant de la serralada. La glacera Henrietta Nesmith envolta completament el mont Whisler.
El United States Army Signal Corps va cartografiar el Mont Whisler per primera vegada el 1882, durant l'expedició a la badia de Lady Franklin i fou batejat en record a William Whisler.